# An Acceptable Loss - Decisione estrema
An Acceptable Loss - Decisione estrema (The Pages, sostituito poi da An Acceptable Loss) è un film del 2018 diretto da Joe Chappelle.
Thriller fantapolitico con protagonisti Tika Sumpter, Jamie Lee Curtis e Ben Tavassoli. La sua prima ebbe luogo il 13 ottobre 2018 al Chicago International Film Festival e fu distribuito a partire dal 18 gennaio 2019 da parte della IFC Films.

## Trama
Elizabeth "Libby" Lamm ha terminato il suo incarico di Consigliere per la sicurezza del Presidente degli Stati Uniti e, lasciata la Casa Bianca, si sistema in un elegante appartamento e si dedica all'insegnamento nell'Università in materia di politica estera. Per ridurre al minimo i rischi di stalking connessi alla sua delicata mansione precedente, rinuncia a qualsiasi aggeggio elettronico attraverso il quale possa venir "disturbata", quindi niente telefono (né fisso né cellulare), niente e-mail, ecc. Mantiene però un regolare rapporto di amicizia e confidenza con la vicepresidente degli Stati Uniti, Rachel Burke.
Ma purtroppo lo stalker arriva ugualmente, nella persona di tal Martin Sali, un giovanotto che la segue ovunque vada fino a entrare clandestinamente in casa sua attraverso un lucernario del seminterrato e piazzare microfoni e telecamere, approfittando della sua assenza nelle ore in cui lei tiene lezione all'Università.
Sorpreso da Libby un giorno in cui lei rientra anzitempo causa malessere, mentre cerca d'impossessarsi di manoscritti che lei tiene chiusi in una vecchia cassaforte, viene costretto da Libby, armata di pistola, a sedersi sul letto e a raccontare i perché del suo comportamento. Martin Sali quindi racconta i motivi del suo interesse per lei, accusandola di essere una "criminale di guerra" per ciò che ha fatto durante il suo lavoro di Consigliere per la sicurezza. La vicenda in questione, risalente a quattro anni prima, era stata il bombardamento con una bomba termonucleare trasportata da un missile, di una cittadina siriana di circa 150 000 abitanti, tutti defunti per l'esplosione, allo scopo di eliminare in un colpo solo i cinque più temibili capi del terrorismo internazionale  più uno scienziato nucleare, che si erano dati convegno nella città. Naturalmente la decisione era stata presa dal Presidente americano, sentita la relazione di Libby e convinto ad agire dalla propria vice Burke. L'operazione era naturalmente soggetta al più rigido segreto di stato. Il padre di Martin, i cui ascendenti erano siriani, si trovava in visita ai parenti nella città siriana ed era rimasto vittima del bombardamento.
Libby, che da un po' di tempo covava qualche rimorso per aver causato la morte di 150 000 persone (considerato allora un danno collaterale "accettabile" come recita amaramente il titolo del film) si convince a pubblicare i suoi quaderni manoscritti, dov'è spiegata tutta la vicenda segreta, porgendoli a Martin, con il quale se ne va clandestinamente (l'FBI, insospettito, li teneva già d'occhio) allo scopo di portarli al proprio padre Philip Lamm, redattore di una nota testata, costituendone ella stessa, con la sua presenza, la garanzia di veridicità. Ma le cose si complicano, l'FBI non si lascia ingannare e la vicenda si snoda con il tentativo dei due di rendere pubblico il contenuto dei quaderni, fino al tragico epilogo.

## Produzione
Chappelle terminò la bozza finale della sceneggiatura, intitolata originariamente The Pages, nel gennaio 2017. Tika Sumpter, Jamie Lee Curtis e Ben Tavassoli furono ingaggiati come protagonisti nel giugno dello stesso anno. La produzione ebbe quindi inizio a Chicago. Una gran parte del film fu girata presso la Northwestern University, Università ove si erano laureati sia il regista Chappelle che il produttore Colleen Griffen.

## Distribuzione
La IFC Films acquistò i diritti di distribuzione del film nell'ottobre 2018. La prima fu presentata il 13 ottobre 2018 al Chicago International Film Festival. La distribuzione ebbe inizio il 18 gennaio 2019.